# Направленность (математика)
Направленность (направление, сеть) — обобщение понятия последовательности применяемое главным образом в топологии позволяет нужным образом обобщить понятие предела последовательности.
Направленностью в топологическом пространстве {\displaystyle X} называется всякое отображение из некоторого направленного по возрастанию множества {\displaystyle \mathrm {A} } в {\displaystyle X}. Обозначения: {\displaystyle \left\{x_{\alpha }\right\}_{\alpha \in \mathrm {A} }} или просто {\displaystyle \left\{x_{\alpha }\right\}}.
Всякую последовательность можно рассматривать как направленность, в этом случае роль направленного множества играет множество натуральных чисел {\displaystyle \mathbb {N} }.
Более содержательный пример направленности строится с использованием окрестностей точки в качестве индексов. Для некоторой точки {\displaystyle x} топологического пространства рассматривается семейство {\displaystyle B_{x}} всех её окрестностей. Отношение включения задает на {\displaystyle B_{x}} структуру направленного множества: окрестности {\displaystyle U,V\in B_{x}} упорядочены как {\displaystyle U\geqslant V}, если {\displaystyle U\subset V}. Каждой окрестности {\displaystyle U\in B_{x}} сопоставляется ее произвольная точка {\displaystyle x_{U}\in U}, такое отображение {\displaystyle U\mapsto x_{U}} является направленностью.

## Связанные определения

### Предел направленности
Направленность {\displaystyle \left\{x_{\alpha }\right\}_{\alpha \in \mathrm {A} }} называется сходящейся к точке {\displaystyle x}, если для любой окрестности {\displaystyle V} точки {\displaystyle x} существует индекс {\displaystyle \alpha _{V}\in \mathrm {A} } такой, что {\displaystyle x_{\alpha }\in V} для всякого {\displaystyle \alpha \geqslant \alpha _{V}}. Точка {\displaystyle x} называется пределом направленности {\displaystyle \left\{x_{\alpha }\right\}} и обозначается {\displaystyle x_{\alpha }{\xrightarrow[{\mathrm {A} }]{}}x}.
Множество всех пределов направленности {\displaystyle \left\{x_{\alpha }\right\}} обозначается как {\displaystyle \lim _{\alpha \in \mathrm {A} }x_{\alpha }}. Если направленность имеет ровно один предел {\displaystyle x}, то пишут {\displaystyle x=\lim _{\alpha \in \mathrm {A} }x_{\alpha }}
Если топологическое пространство хаусдорфово, то каждая сходящаяся направленность имеет ровно один предел. Верно и обратное: если каждая сходящаяся направленность имеет ровно один предел, то пространство хаусдорфово.
Понятие предела направленности тесно связано с понятием точки прикосновения: точка является точкой прикосновения множества тогда и только тогда, когда существует сходящаяся к этой точке направленность элементов этого множества.

### Поднаправленность
Понятие подпоследовательности можно обобщить на направленности. Направленность {\displaystyle \left\{y_{\beta }\right\}_{\beta \in \mathrm {B} }} называется поднаправленностью (более тонкой направленностью) направленности {\displaystyle \left\{x_{\alpha }\right\}_{\alpha \in \mathrm {A} }}, если для любого {\displaystyle \alpha \in \mathrm {A} } найдётся такой индекс {\displaystyle \beta (\alpha )\in \mathrm {B} }, что для всякого {\displaystyle \beta '\geqslant \beta (\alpha )} найдется {\displaystyle \alpha '\geqslant \alpha }, удовлетворяющий равенству {\displaystyle x_{\alpha '}=y_{\beta '}}.
Каждая последовательность обладает поднаправленностью, которая сама последовательностью не является.